# Констан, Эммануэль
Эммануэль Констан (фр. Emmanuel Constant; 27 октября 1956, Порт-о-Пренс) — гаитянский политик-дювальерист, организатор «эскадронов смерти». При правлении Дювалье-младшего — предприниматель и дипломат. Противник президента Аристида, сторонник военной хунты генерала Седраса. Лидер ультраправого Фронта за развитие и прогресс Гаити. В 1992—1994 — информатор ЦРУ США. Заочно приговорён в Гаити к пожизненному заключению за политические убийства. Эмигрировал в США. Осуждён за махинации с ипотечным кредитами, отбывает срок заключения в нью-йоркской тюрьме.

## Потомственный дювальерист
Родился в семье видного дювальериста Жерара Констана. Отец Эммануэля Констана был чиновником в госаппарате Франсуа Дювалье, командовал отрядом тонтон-макутов. С детства Эммануэль Констан проникся ультраправой идеологией дювальеризма.
Жил в привилегированных условиях, учился в гаитянских частных школах и канадском колледже. Изучил компьютерное дело. Активно занимался бизнесом. С 1984 года Эммануэль Констан являлся членом делегации Гаити в ООН. Носил прозвище Toto.

## Ультраправый консультант военных
Эммануэль Констан негативно отнёсся к свержению Жана-Клода Дювалье в 1986 году. В 1988 вернулся в Гаити и стал политическим и технологическим консультантом командования вооружённых сил. Работал над созданием национальной телекоммуникационной сети.
Как ультраправый деятель, Констан был решительным противником левого политика Жана-Бертрана Аристида, избранного президентом Гаити в 1990. В сентябре 1991 Констан приветствовал свержение Аристида (хотя не принимал в нём участия, находясь в Майами) и поддержал военную хунту генерала Рауля Седраса.
С 1992 по 1994 Эммануэль Констан являлся информатором ЦРУ США, получая, по разным данным от 500 до 700 долларов в месяц.

## Лидер «эскадронов» хунты
В 1993 году Эммануэль Констан, бывший тонтон-макут Луи-Жодель Шамблен и начальник полиции Мишель Франсуа создали Революционный вооружённый фронт прогресса Гаити (FRAPH, Frappe), впоследствии переименованный во Фронт за развитие и прогресс Гаити. Констан принял функции политического лидера, боевик Шамблен командовал вооружёнными формированиями, государственный силовик Франсуа обеспечивал связи с властями.
Ультраправый FRAPH выступал как силовая («эскадроны смерти», «клон тонтон-макутов») и политическая опора хунты Седраса. Организация и персонально её лидеры, в том числе Эммануэль Констан, ответственны за многочисленные расправы над сторонниками Аристида. В частности, при их участии были убиты министр юстиции в правительстве Аристида Ги Малари, и предприниматель-правозащитник Антуан Измери. 22 апреля 1994 года боевики FRAPH активно участвовали в резне в Работо — пригороде Гонаива, где Аристид и его сторонники пользовались наибольшей популярностью. Погибли от 30 до 50 человек.
Во главе FRAPH Эммануэль Констан требовал проведения максимально жёсткого курса. Он публично призывал к силовому подавлению всех видов оппозиции и предостерегал США от «вмешательства во внутренние дела» гаитянской хунты.
В то же время люди, хорошие знающие Констана, полагают, что жестокое насилие FRAPH исходило от «настоящего убийцы — Шамблена», а не от «плейбоя Тото».

## Проблемы в эмиграции
В октябре 1994 под угрозой американского военного вторжения хунта Седраса отказалась от власти. Жан-Бертран Аристид вернулся на Гаити при поддержке морской пехоты США и занял президентский пост. Попытки FRAPH и персонально Констана организовать сопротивление американцам не дали результатов. FRAPH был расформирован, лидеры эмигрировали. Эммануэль Констан, с трудом спасённый американцами от линчевания, вынужден был признать возвращение Аристида.
Через Доминиканскую Республику и Пуэрто-Рико Констан бежал в США. В мае 1995 был арестован в Нью-Йорке как лицо, «представляющее опасность для американской внешней политики».
Правительство Аристида требовало экстрадиции Констана в Гаити. Однако 14 июня 1995 Констан заключил соглашение с соответствующими американскими инстанциями. Госдепартамент отказал гаитянскому правительству в выдаче Констана, поскольку в Гаити ему угрожала смерть без суда. Констан получил разрешение проживать со своей матерью в Бруклине. При этом он обязался воздерживаться от публичных выступлений, в том числе огласки прежних связей с ЦРУ.
В 2001 гаитянский суд заочно приговорил Эммануэля Констана к пожизненному заключению за убийства, совершённые при правлении хунты.

## Ипотечная афера
5 июля 2006 Эммануэль Констан был арестован по обвинению в мошенничестве с ипотечными кредитами. Он состоял в группе, практиковавшей операции с фальшивыми финансовыми и имущественными документами. Ущерб, причинённый ипотечному банку SunTrust оценивается примерно в 1 млн долларов. Так же суд Нью-Йорка возложил на Констана ответственность за изнасилования гаитянских женщин боевиками FRAPH и предъявил исковую сумму в размере 19 млн долларов.
25 июля 2008 суд присяжных признал Эммануэля Констана виновным в мошенничестве. 28 октября 2008 Констан был приговорён к тюремному заключению, срок которого до конца не определён и зависит от дальнейшей процедуры рассмотрения: от 12 до 37 лет.
В выдаче Констана вновь отказано в силу «нестабильности судебной системы Гаити».